# کاتنارات، لوری
کاتنارات (به ارمنی: Կաթնառատ) یک شهر در ارمنستان است که در استان لوری واقع شده است. کاتنارات در ۴۲ کیلومتری شمال غرب وانادزور، مرکز استان لوری واقع شده است.

## خصوصیات
کاتنارات ۱٬۰۳۶ نفر جمعیت دارد و در ارتفاع ۱۵۴۰ متر بالاتر از سطح دریا قرار گرفته است.
| سال   | ۱۹۲۶ | ۱۹۳۹ | ۱۹۵۹ | ۱۹۷۰ | ۱۹۷۹ | ۲۰۰۱ | ۲۰۰۴ |
| جمعیت | ۶۷   | ۶۹۴  | ۱۱۱۷ | ۷۲۵  | ۹۷۲  | ۱۰۳۶ | ۹۷۹  |

## جاذبه‌های تاریخی

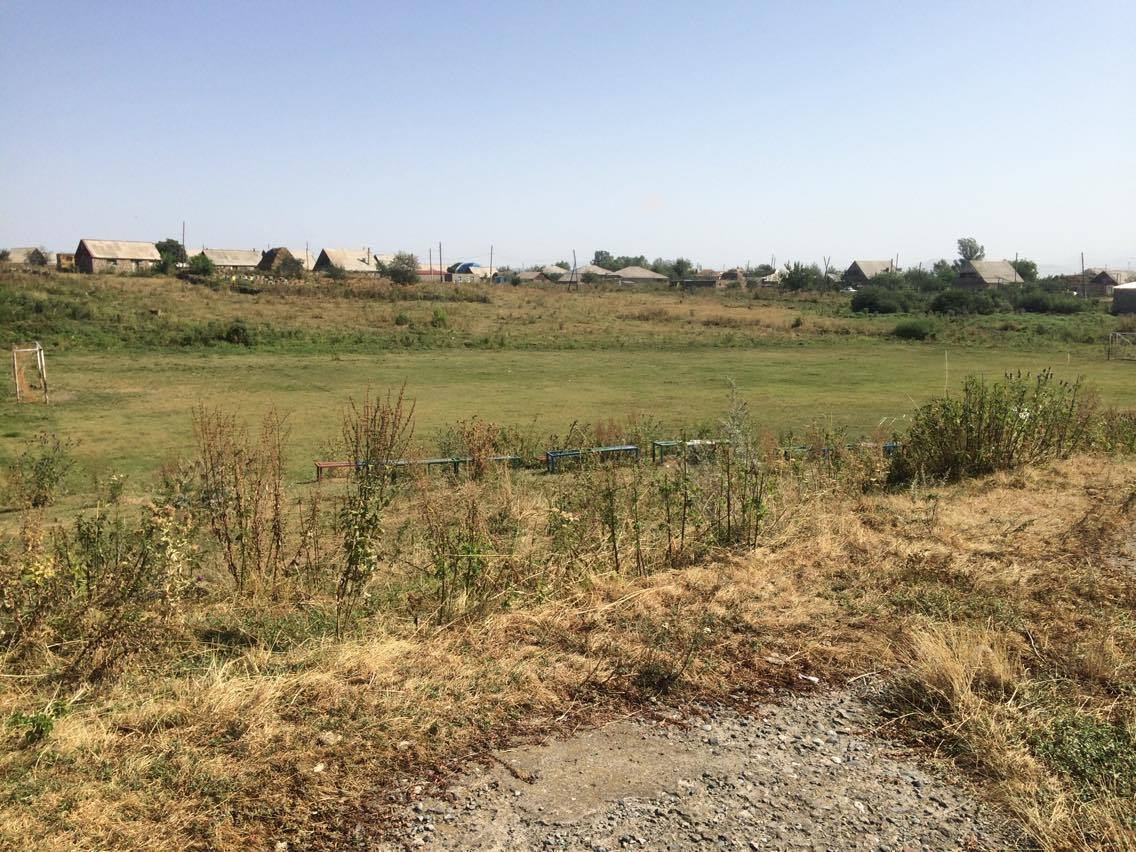
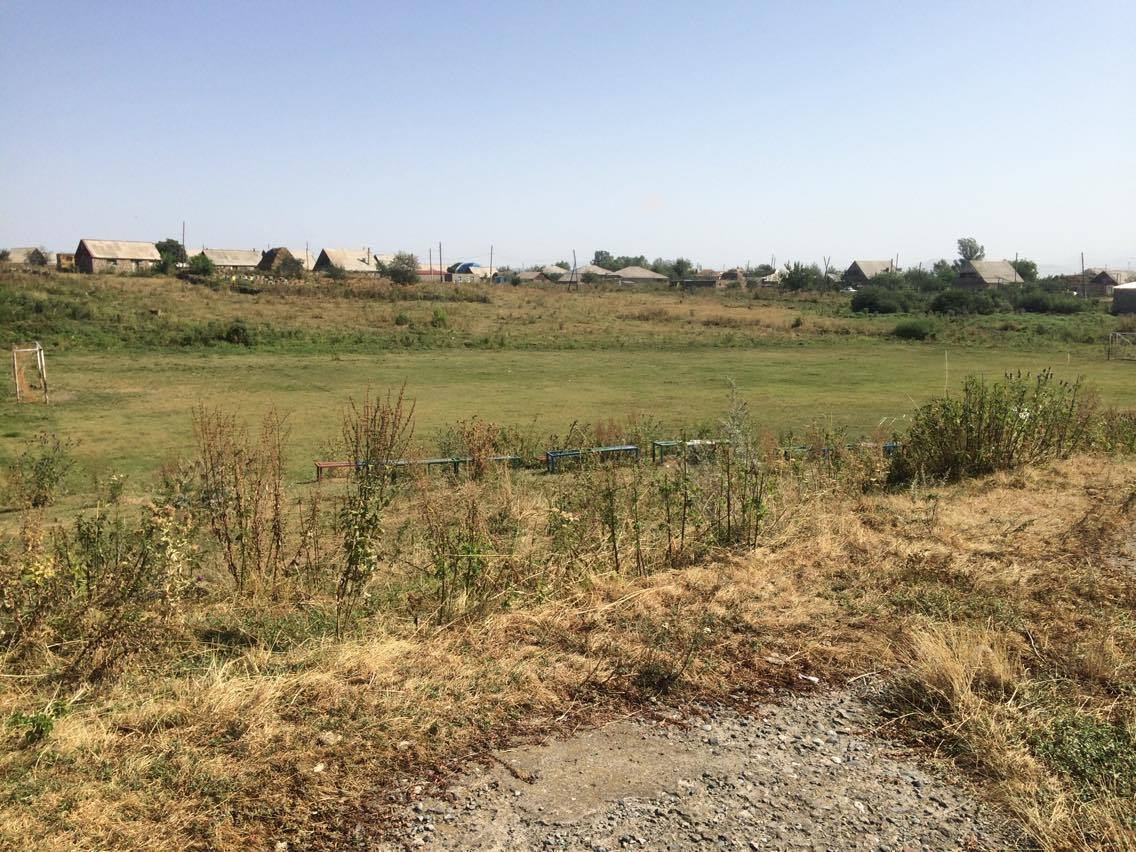
Գյուղի տեսարանը հեռվից
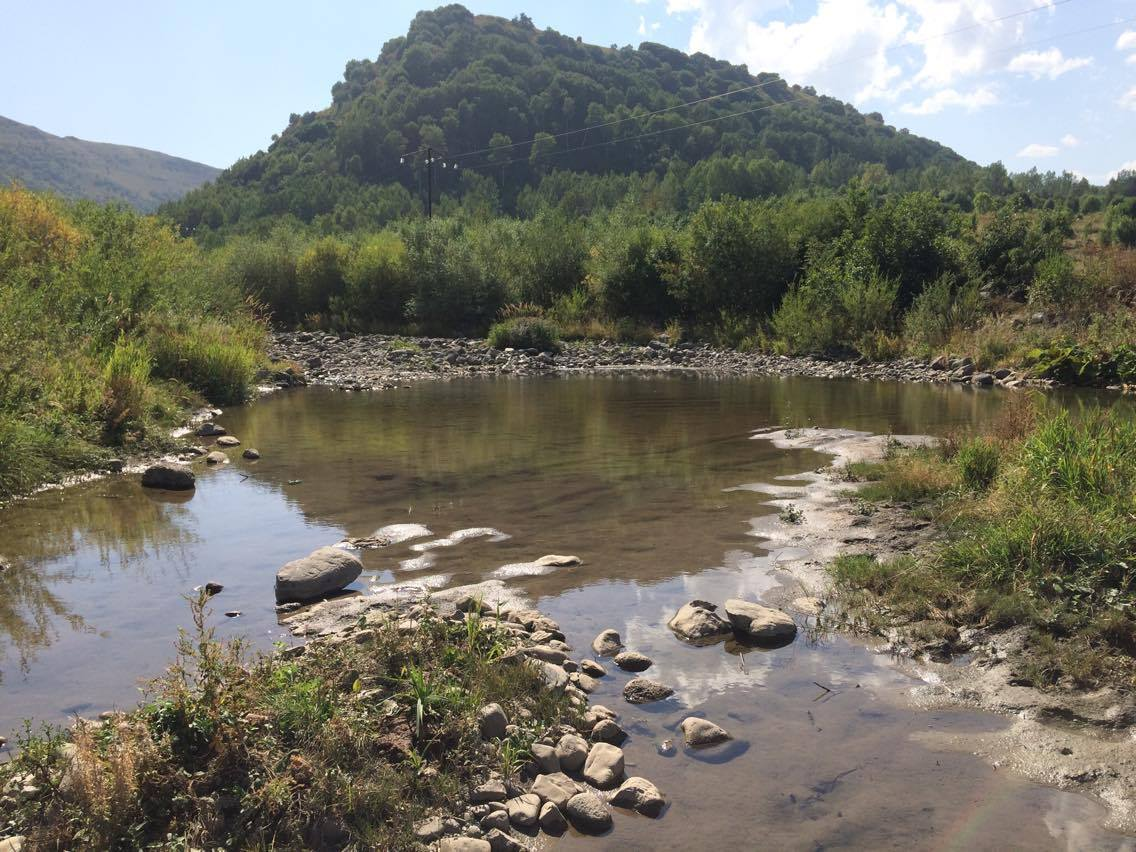
Ձորագետի վտակներից, գյուղի տարածքում
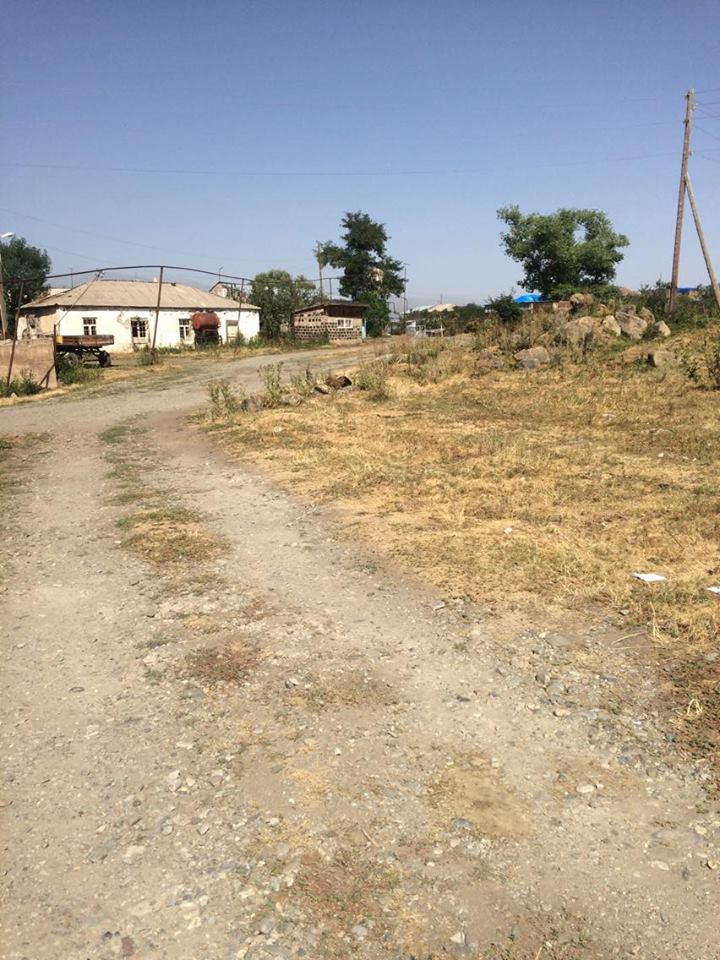
Գյուղամիջյան ճանապարհ Կաթնառատում